# Challenge de Majorque féminin
Le Challenge de Majorque féminin est une course cycliste qui inaugure le circuit espagnol féminin depuis 2024. Il se déroule dans l'île de Majorque à la fin du mois de janvier et se compose de trois courses faisant partie du calendrier international féminin UCI en catégorie 1.1 : le Trofeo Felanitx–Colònia Sant Jordi, le Trofeo Palma et le Trofeo Binissalem-Andratx. Il s'agit de l'équivalent du Challenge de Majorque, pour les féminines.

## Vainqueures des trophées

### Trofeo Felanitx–Colònia Sant Jordi
| Année | Vainqueur      | Deuxième        | Troisième           |
| ----- | -------------- | --------------- | ------------------- |
| 2024  | Noemi Rüegg    | Arlenis Sierra  | Chiara Consonni     |
| 2025  | Lotta Henttala | Chiara Consonni | Maggie Coles-Lyster |

### Trofeo Palma
| Année | Vainqueur            | Deuxième         | Troisième      |
| ----- | -------------------- | ---------------- | -------------- |
| 2024  | Magdeleine Vallieres | Ashleigh Moolman | Mavi García    |
| 2025  | Marlen Reusser       | Mavi García      | Silvia Persico |

### Trofeo Binissalem-Andratx
| Année | Vainqueur           | Deuxième       | Troisième        |
| ----- | ------------------- | -------------- | ---------------- |
| 2024  | Eleonora Gasparrini | Noemi Rüegg    | Nadia Quagliotto |
| 2025  | Thalita de Jong     | Silvia Persico | Cédrine Kerbaol  |